# Лимасол
Лимасол (на гръцки: Λεμεσος, Лемесос; на турски: Leymosun) е вторият по големина град в Кипър с население от 101 000 души (2011 г.).

## География
Разположен е на Средиземно море, на южния бряг на острова. Областен център е на едноименната област.
Лимасол е основният център на туризма и винопроизводството, както и най-голямото пристанище в страната.

## История
Градът се намира между 2 древни града-държави – Аматунда (Aμαθούντα) и Курио (Kούριο). За първи път се споменава като Неаполис (Nεάπολις) по времето на Византийската империя.
В Средновековието е превзет от Ричард I Лъвското сърце. Кръстоносците се настаняват в крепостта Колосиос.

## Известни личности
Родени в Лимасол
- Маркос Багдатис (р. 1985), тенисист
- Михалис Какоянис (1922 – 2011), режисьор

## Побратимени градове
- Вършец, България

## Забележителности
В града:
- Музей на средновековното изкуство
- Археологически музей
- Музей на народните занаяти

В областта:
- средновековната крепост Колосиос,
- развалините на античните градове Курио и Аматуна,
- храмът на Аполон Илатски,
- манастир „Св. Георги Аламану“.